# Fired Up (album)
Pour les articles homonymes, voir Fired Up.
 (avril 2018).
Si vous disposez d'ouvrages ou d'articles de référence ou si vous connaissez des sites web de qualité traitant du thème abordé ici, merci de compléter l'article en donnant les références utiles à sa vérifiabilité et en les liant à la section « Notes et références ».
Albums de Alesha Dixon
The Alesha Show
(2008)
Singles
1. Lipstick
Sortie : 14 août 2006
2. Knockdown
Sortie : 30 octobre 2006

Fired Up est le premier album solo de la chanteuse de R'n'B britannique, ancien membre du groupe Mis-Teeq, Alesha Dixon, sorti au Japon en février 2008.

## Présentation
De cet album sont extraits deux singles, Lipstick et Knockdown, classés respectivement 14e et 45e au UK Singles Chart,.
Fired Up devait initialement sortir le 6 novembre 2006 chez Polydor, à la suite du deuxième single mais est, en fait, reporté indéfiniment.
L'album est finalement publié exclusivement au Japon, en février 2008, et comprend les remixes de Lipstick et Knockdown qui figuraient sur les singles britanniques respectifs (le remix de Knockdown de K-Gee est, par ailleurs, samplé pour sa vidéo).
Pour cette sortie japonaise, les morceaux sont programmés dans un ordre différent, un nouveau photo-shoot est fait, les deux remixes sont ajoutés et un titre supplémentaire, appelé Voodoo, est inclus. Cette version bénéficie également d'une parution enhanced (augmentée) en Thaïlande contenant les clips des singles.

## Liste des titres
| 1.    | Hypnotik                                     | 3:47 |
| 2.    | Lipstick                                     | 2:47 |
| 3.    | Fired Up                                     | 3:36 |
| 4.    | Knockdown                                    | 3:05 |
| 5.    | Superficial                                  | 3:02 |
| 6.    | Ting-A-Ling                                  | 3:40 |
| 7.    | Free                                         | 3:30 |
| 8.    | Everybody Wants to Change the World          | 3:24 |
| 9.    | Let It Go                                    | 2:51 |
| 10.   | Lil' Bit of Love                             | 4:11 |
| 11.   | Turn It Up                                   | 3:26 |
| 12.   | Everywhere I Go                              | 3:58 |
|       | 'Titres bonus pour l'Asie'                   |      |
| 13.   | Voodoo                                       | 3:05 |
| 14.   | Lipstick (Agent X remix)                     | 5:09 |
| 15.   | Knockdown (K-Gee Heat remix) (feat. Asher D) | 4:23 |
|       | '"Enhanced Music videos"'                    |      |
|       | Lipstick                                     | 2:49 |
|       | Knockdown                                    | 3:10 |
| 53:54 |                                              |      |

Note
- Les pistes 13, 14 et 15 sont marquées comme des titres bonus de l'édition japonaise.

## Crédits
| - Alesha Dixon : chant - Henrik Janson : guitare, basse - Susumo Mukai : basse - Paul Gendler, Rob Harris, Shawn Lee : guitares - Mike Christer : guitare acoustique - Leo Bubba Taylor : batterie - Gene Calderazzo : percussions - Brian Higgins, John Shave, Matt Rowe, Nick Coler, Richard « Biff » Stannard, Tim « Rolf » Larcombe, Tim Powell : claviers - Simon Clarke : saxophones (alto, baryton), cor - Tim Sanders : saxophone ténor - Kick Horns : cor - Gavyn Wright : premier violon - Nina Woodford, Judie Tzuke : chœurs | - Production, composition : Paul Epworth, Anders « Bag » Bagge, Brian Higgins, Matt Rowe, Peer Astrom, Richard Stannard - Coproduction : Richard X - Composition : Alesha Dixon, Henrik Janson, Miranda Cooper, Nina Woodford, Judie Tzuke, Shawn Lee, Tim Larcombe - Mixage : Al Stone, Eliot James, Jeremy Wheatley, Peter Hoffman - Ingénierie : Anders « Bag » Bagge, Peer Astrom, Gary Thomas, Peter Hoffman, William Johnstone, Rick Levy (vents) - Ingénierie (assistant) : Matt Bartram, Zoe Smith, Neil Comber - Programmation : Brian Higgins, John Shave, Nick Coler, Tim Powell, Matt Rowe, Richard Stannard, Tim Larcombe, William Johnstone - Arrangements : Nick Ingman, Peer Astrom, Anders « Bag » Bagge - Arrangements des chœurs : Lawrence Johnson - Direction : Nick Ingman - Direction musicale : Simon Clarke |